# 堅德布爾縣
堅德布爾縣是孟加拉國吉大港區的一個縣，位於該國中部，西界梅克納河。面積1,704.06平方公里。2001年人口2,271,229人。該縣下設8個烏帕齊拉。境內有村莊巴勒斯德 (Balsid)。

## 烏帕齊拉
- 堅德布爾沙達爾烏帕齊拉
- 法里德甘傑烏帕齊拉
- 海姆查爾烏帕齊拉
- 哈齊甘傑烏帕齊拉
- 戈久瓦烏帕齊拉
- 马特拉布达克钦烏帕齊拉
- 馬德拉布烏塔爾烏帕齊拉
- 沙赫拉斯蒂烏帕齊拉